# Paul Francis Grey
Sir Paul Francis Grey KCMG (* 2. Dezember 1908; † 1990) war ein britischer Diplomat.

## Leben
Paul Francis Grey war der Sohn von Margaret Rosaliee Teresa Mary Alleyne und Colonel Arthur Grey. Er besuchte die Charterhouse School, Godalming, Surrey und studierte anschließend am Christ Church College, University of Oxford. Grey heiratete am 27. Oktober 1936 Agnes Mary Weld-Blundell.
Er trat 1947 in den Auswärtigen Dienst, wurde am 7. Juni 1951 Companion im Order of St. Michael and St. George, wo er 1963 zum Knight Commander befördert wurde.
Von 1951 bis 1954 war er Gesandter in Moskau, von 1954 bis 1957 Staatssekretär im Foreign Office. Von 1. August 1957 bis 1960 war er Botschafter in Prag. Von 1960 bis 1964 war er Botschafter in Bern und wurde 1968 in den Ruhestand versetzt.